# Corbula tryoni
Corbula tryoni is een tweekleppigensoort uit de familie van de Corbulidae. De wetenschappelijke naam van de soort is voor het eerst geldig gepubliceerd in 1880 door E. A. Smith.